# Ministère de la Culture et des Communications
Pour les articles homonymes, voir Ministère de la culture.

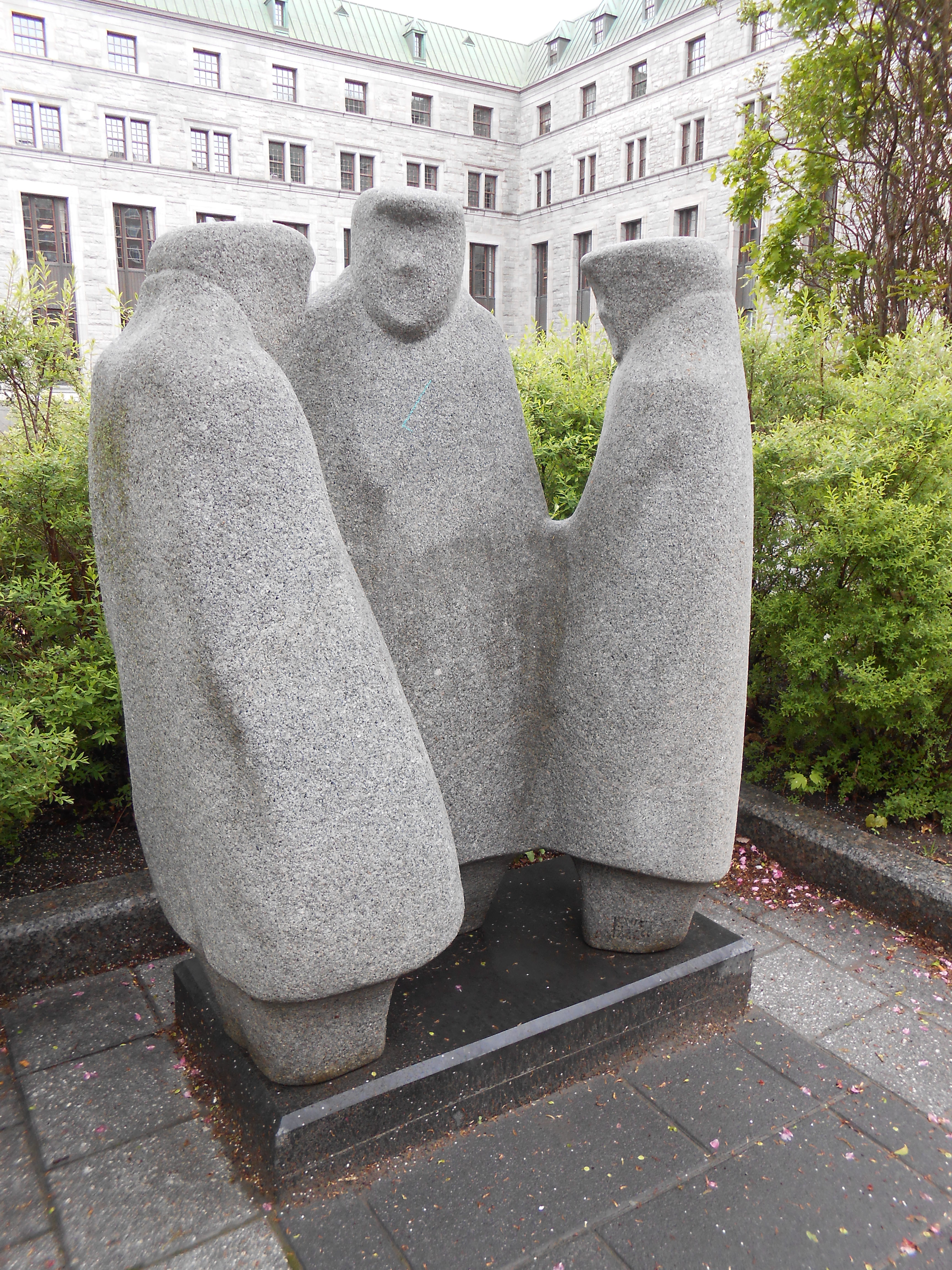
Colloque, sculpture de Lewis Pagé, devant le 225, Grande Allée Est.

Le ministère de la Culture et des Communications (MCC) est un ministère du gouvernement du Québec. Il a pour mission de contribuer au rayonnement de la culture et des communications, à l’épanouissement individuel et collectif de la population ainsi qu’à la mise en place d’un environnement propice à la création et à la vitalité des territoires. Conformément à sa mission, le ministère prend position sur les grands enjeux actuels et défend les intérêts culturels du Québec, au Canada et sur la scène internationale.
Son action se situe principalement dans les domaines suivants : patrimoine, muséologie, lecture et livre, formation artistique, médias, mécénat et immobilisations. Elle vise à offrir à l’ensemble des citoyennes et des citoyens, dans chaque région du Québec, des services équitables et diversifiés dans les secteurs de la culture et des communications. Pour atteindre cet objectif, le ministère intervient principalement auprès des personnes, des organismes, des entreprises et des instances locales et régionales.

## Historique

### Genèse des composantes
- Le ministère des Affaires culturelles a été créé le 24 mars 1961[2].
- Le ministère des Communications a été créé le 23 décembre 1969.
- Le poste de ministre déléguée à la Condition féminine a vu le jour en 1979[3]. En juin 2006, le gouvernement du Québec a adopté la loi instituant le ministère de la Famille, des Aînés et de la Condition féminine.

### Changement de nom en 1993
À la fin novembre 1993, le gouvernement Bourassa dépose deux projets de loi pour réformer la gouvernance de la culture et créer un ministère de la Culture et un Conseil des arts et des lettres.
La loi sur le ministère de la Culture est sanctionnée le 22 décembre 1992 pour une entrée en vigueur le 1er janvier 1993, date à laquelle le ministère de la Culture remplace le ministère des Affaires culturelles. La nouvelle loi remplace la loi sur le ministère des Affaires culturelles qui est alors abrogée.

### Évolutions du périmètre du ministère

#### Fusion de la Culture et des Communications en 1994
Gérard D. Levesque, alors ministre des Finances, annonce en mai 1993 l'élimination prochaine de deux ministères dont celui des communications.
Lorsque Daniel Johnson succède à Robert Bourassa et forme son gouvernement en janvier 1994, il procède à une réduction sensible du nombre de ministères. Le ministère de la Culture récupère les attributions de celui des Communications et celles liées à la Francophonie à partir du 11 janvier 1994 pour devenir le ministère de la Culture et des Communications. La loi constitutive de ce nouveau ministère est sanctionnée le 17 juin 1994.

#### Rattachement de la Condition féminine en 2007
En avril 2007, avec la création du ministère de la Culture, des Communications et de la Condition féminine, les responsabilités en matière de condition féminine et liées à l'application de la Charte de la langue française sont transférées à la ministre en titre, Christine St-Pierre,.

#### Retour à l'intitulé précédent en 2012
Le 19 septembre 2012, Pauline Marois a confié la Culture et les Communications à Maka Kotto et la Condition féminine à Agnès Maltais. Le ministère reprend le nom de ministère de la Culture et des Communications qui était le sien de janvier 1994 à avril 2007.
Le 18 octobre 2018, François Legault a confié le ministère à Nathalie Roy. Le 4 septembre 2019, les dossiers relatifs à la langue française sont transférés à Simon Jolin-Barette qui est nommé ministre responsable de la Langue française. En 2022, le ministère de la Langue française est définitivement détaché du MCC.

### Identité visuelle (logotype)

Logo du ministère de la Culture et des Communications de janvier 1994 à 1999.
Logo du ministère de la Culture, des Communications et de la Condition féminine d'avril 2007 à septembre 2012.
Logo du ministère de la Culture et des Communications de juin 2001 à avril 2007 et depuis septembre 2012.

## Compétences du volet «Communications»
La Cour suprême ayant limité les pouvoirs des provinces en la matière, la compétence du ministère des Communications au Québec se limite à Télé-Québec, aux radios et télévisions communautaires et au financement de TV5 Monde.

## Note sur l'appellation
Dans ses Entretiens avec Stéphane Savard (2019), Denis Vaugeois, ministre des Affaires culturelles de 1978 à 1981, précise : 

« En somme, les équipements culturels, je les percevais comme des investissements et non comme des dépenses. Je ne me considérais pas comme un ministre de la Culture à l'image de Georges-Émile Lapalme, disons. J'estimais être aux Affaires culturelles, nuance importante à mes yeux. »

## Liste des ministres
| Titulaire Parti                                                        | Titulaire Parti                              | Début                                        | Fin                                          | Cabinet        |
| ---------------------------------------------------------------------- | -------------------------------------------- | -------------------------------------------- | -------------------------------------------- | -------------- |
| Ministre des Affaires culturelles                                      |                                              |                                              |                                              |                |
|                                                                        | Georges-Émile Lapalme Libéral                | 28 mars 1961                                 | 9 septembre 1964                             | Lesage         |
|                                                                        | Pierre Laporte Libéral                       | 9 septembre 1964                             | 16 juin 1966                                 | Lesage         |
|                                                                        | Jean-Noël Tremblay Union nationale           | 16 juin 1966                                 | 26 septembre 1968                            | Johnson (père) |
| 26 septembre 1968                                                      | Jean-Noël Tremblay Union nationale           | 12 mai 1970                                  | Bertrand                                     |                |
|                                                                        | François Cloutier Libéral                    | 12 mai 1970                                  | 2 février 1972                               | Bourassa (1)   |
|                                                                        | Claire Kirkland Casgrain Libéral             | 2 février 1972                               | 21 février 1973                              | Bourassa (1)   |
|                                                                        | François Cloutier Libéral                    | 21 février 1973                              | 13 novembre 1973                             | Bourassa (1)   |
|                                                                        | Denis Hardy Libéral                          | 13 novembre 1973                             | 5 août 1975                                  | Bourassa (1)   |
|                                                                        | Jean-Paul L'Allier Libéral                   | 5 août 1975                                  | 26 novembre 1976                             | Bourassa (1)   |
|                                                                        | Louis O'Neill Parti québécois                | 26 novembre 1976                             | 28 février 1978                              | Lévesque       |
|                                                                        | Denis Vaugeois Parti québécois               | 28 février 1978                              | 30 avril 1981                                | Lévesque       |
|                                                                        | Clément Richard Parti québécois              | 30 avril 1981                                | 16 octobre 1985                              | Lévesque       |
|                                                                        | Gérald Godin Parti québécois                 | 16 octobre 1985                              | 12 décembre 1985                             | P.M. Johnson   |
|                                                                        | Lise Bacon Libéral                           | 12 décembre 1985                             | 11 octobre 1989                              | Bourassa (2)   |
|                                                                        | Lucienne Robillard Libéral                   | 11 octobre 1989                              | 5 octobre 1990                               | Bourassa (2)   |
|                                                                        | Liza Frulla Libéral                          | 5 octobre 1990                               | 1er janvier 1993                             | Bourassa (2)   |
| Ministre de la Culture                                                 |                                              |                                              |                                              | Bourassa (2)   |
|                                                                        | Liza Frulla Libéral                          | 1er janvier 1993                             | 11 janvier 1994                              | Bourassa (2)   |
| Ministre de la Culture et des Communications                           | Ministre de la Culture et des Communications | Ministre de la Culture et des Communications | Ministre de la Culture et des Communications | Johnson (fils) |
|                                                                        | Liza Frulla Libéral                          | 11 janvier 1994                              | 26 septembre 1994                            | Johnson (fils) |
|                                                                        | Marie Malavoy Parti québécois                | 25 septembre 1994                            | 28 novembre 1994                             | Parizeau       |
|                                                                        | Rita Dionne-Marsolais Parti québécois        | 28 novembre 1994                             | 30 janvier 1995                              | Parizeau       |
|                                                                        | Jacques Parizeau Parti québécois             | 30 janvier 1995                              | 3 août 1995                                  | Parizeau       |
|                                                                        | Louise Beaudoin Parti québécois              | 3 août 1995                                  | 29 janvier 1996                              | Parizeau       |
| 29 janvier 1996                                                        | Louise Beaudoin Parti québécois              | 15 décembre 1998                             | Bouchard                                     |                |
|                                                                        | Agnès Maltais Parti québécois                | 15 décembre 1998                             | Bouchard                                     | 8 mars 2001    |
|                                                                        | Diane Lemieux Parti québécois                | 8 mars 2001                                  | 29 avril 2003                                | Landry         |
|                                                                        | Line Beauchamp Libéral                       | 29 avril 2003                                | 18 avril 2007                                | Charest        |
| Ministre de la Culture, des Communications et de la Condition féminine |                                              |                                              |                                              | Charest        |
|                                                                        | Christine St-Pierre Libéral                  | 18 avril 2007                                | 19 septembre 2012                            | Charest        |
| Ministre de la Culture et des Communications                           | Ministre de la Culture et des Communications | Ministre de la Culture et des Communications | Ministre de la Culture et des Communications | Marois         |
|                                                                        | Maka Kotto Parti québécois                   | 19 septembre 2012                            | 23 avril 2014                                | Marois         |
|                                                                        | Hélène David Libéral                         | 23 avril 2014                                | 22 février 2016                              | Couillard      |
|                                                                        | Luc Fortin Libéral                           | 22 février 2016                              | 11 octobre 2017                              | Couillard      |
|                                                                        | Marie Montpetit Libéral                      | 11 octobre 2017                              | 18 octobre 2018                              | Couillard      |
|                                                                        | Nathalie Roy Coalition avenir                | 18 octobre 2018                              | 20 octobre 2022                              | Legault        |
|                                                                        | Mathieu Lacombe Coalition avenir             | 20 octobre 2022                              | En fonction                                  | Legault        |

## Sociétés d'État et organismes
Les organismes et sociétés d'État suivants composent le portefeuille du ministre ou de la ministre de la Culture et des Communications et du ministre ou de la ministre responsable de la Langue française : 
- Bibliothèque et Archives nationales du Québec (BAnQ)
- Conseil des arts et des lettres du Québec (CALQ)
- Conseil du patrimoine culturel du Québec (CPCQ)
- Conservatoire de musique et d'art dramatique du Québec (CMADQ)
- Musée d'art contemporain de Montréal
- Musée de la civilisation
- Musée national des beaux-arts du Québec (MNBAQ)
- Société de développement des entreprises culturelles (SODEC)
- Société de la Place des Arts de Montréal (Place des Arts)
- Société de télédiffusion du Québec (Télé-Québec)
- Société du Grand Théâtre de Québec
- Conseil régional de la culture